# Jon Pardi
Jon Pardi (né le 20 mai 1985 à Dixon, Californie) est un chanteur, auteur-compositeur et producteur américain de musique country. Il est reconnu pour son style country traditionnel avec une touche moderne.

## Biographie
Originaire de Dixon, en Californie, Jon Pardi commence à s'intéresser à la musique country dès son plus jeune âge. Il déménage à Nashville pour poursuivre une carrière musicale et signe avec le label Capitol Nashville.

## Carrière
Il se fait connaître en 2012 avec la sortie de son premier single, Missin' You Crazy. Son premier album studio, Write You a Song, sort en 2014. Il enchaîne avec plusieurs succès, notamment Head Over Boots, Dirt on My Boots et Heartache Medication.
Pardi est reconnu pour son style country fidèle aux traditions, avec une sonorité modernisée. Il cite George Strait, Dwight Yoakam et Merle Haggard parmi ses influences. Ses performances live, dynamiques et vocalement solides, ont contribué à élargir son public au-delà des amateurs de country traditionnels.

### Discographie
- 2014 : Write You a Song
- 2016 : California Sunrise
- 2019 : Heartache Medication
- 2022 : Mr. Saturday Night
- 2025 : Honkytonk Hollywood

### Singles notables
- Missin' You Crazy
- Up All Night (en)
- Head Over Boots
- Dirt on My Boots
- Heartache on the Dance Floor
- Tequila Little Time
- Night Shift (en)
- Last Night Lonely
- Your Heart or Mine
- Friday Night Heartbreaker

## Vie privée
Jon Pardi a rencontré Summer Duncan, une coiffeuse originaire de Clovis, en Californie, en 2017. Leur rencontre a été arrangée par un ami commun. Ils se sont fiancés en 2019 pendant l’une des dates de la tournée Heartache Medication, puis mariés le 21 novembre 2020 à Saddle Woods Farm, à Murfreesboro (Tennessee).
En février 2023, le couple accueille leur première fille, Presley Fawn Pardi,. Très attaché à sa famille, Jon déclare que la naissance de sa fille a changé sa manière de voir la vie et d’écrire ses chansons. En juillet 2024, ils accueillent une seconde fille, Sienna Grace. L’album Honkytonk Hollywood, sorti en 2025, comprend plusieurs morceaux inspirés par sa vie de père et de mari, avec des titres centrés sur l’amour, la stabilité et la transmission des valeurs.

## Récompenses et distinctions
- 2017 : Nouvel artiste masculin de l'année – Academy of Country Music Awards
- 2017 : California Sunrise nommé pour l'Album de l'année – Country Music Association Awards
- 2023 : Intronisé au Grand Ole Opry